# Mamoru Shigemitsu
Mamoru Shigemitsu (重光 葵, Shigemitsu Mamoru, né le 29 juillet 1887 à Bungo-ōno (préfecture d'Ōita, Japon) et mort le 27 juin 1957 à Yugawara (préfecture de Kanagawa, Japon) est un diplomate, un homme politique japonais et le ministre des Affaires étrangères du Japon à la fin de la Seconde Guerre mondiale.

## Biographie

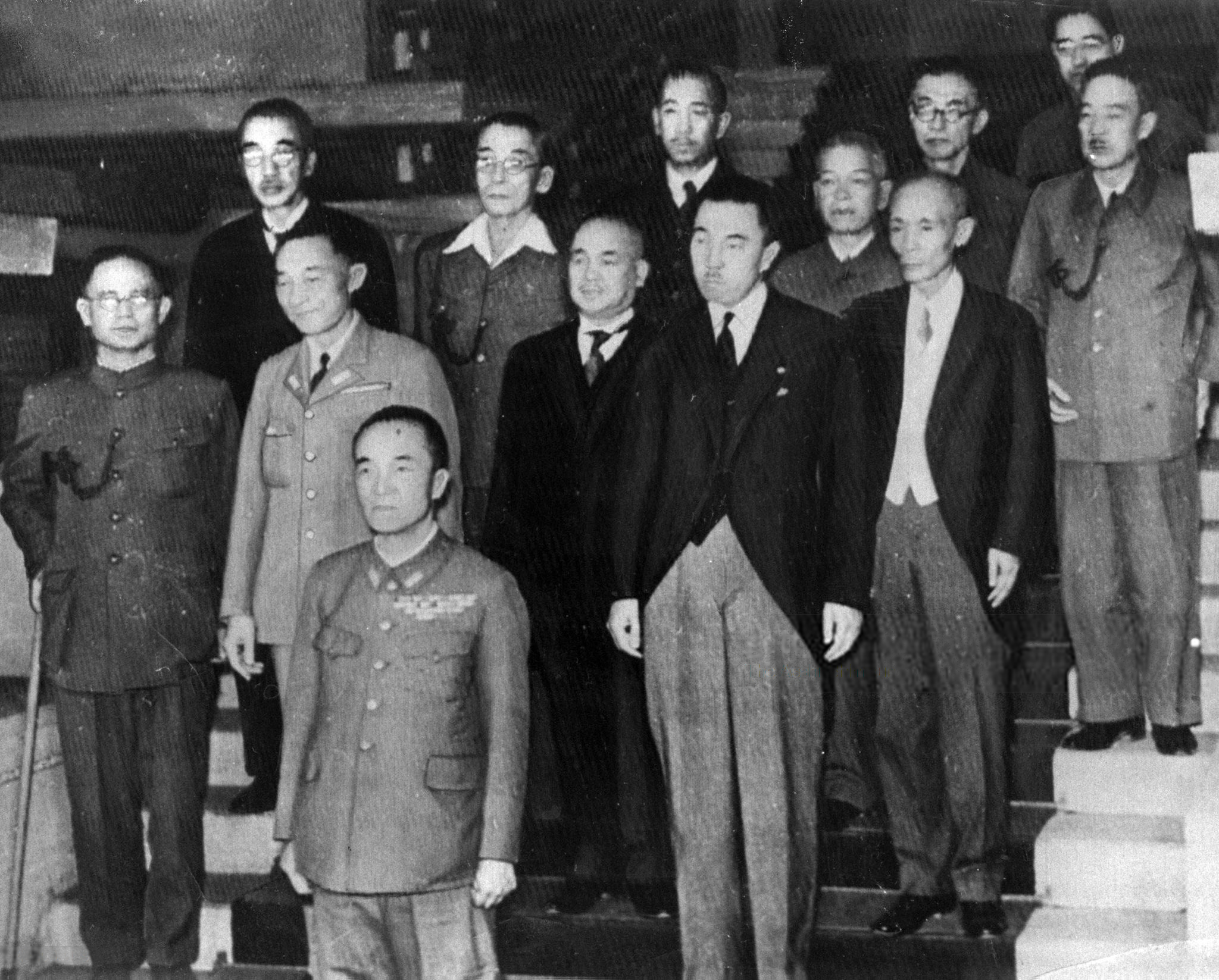
Mamoru Shigemitsu (premier à gauche) au sein du cabinet de Naruhiko Higashikuni, avec Mitsumasa Yonai et Fumimaro Konoe dans la première rangée.

Avant d'obtenir le poste de ministre, il est diplomate en Chine, ambassadeur du Japon en Union soviétique et au Royaume-Uni. Le 29 avril 1932, lors de l'attentat de Shanghai, il perd sa jambe droite, qui est ensuite remplacée par une prothèse.

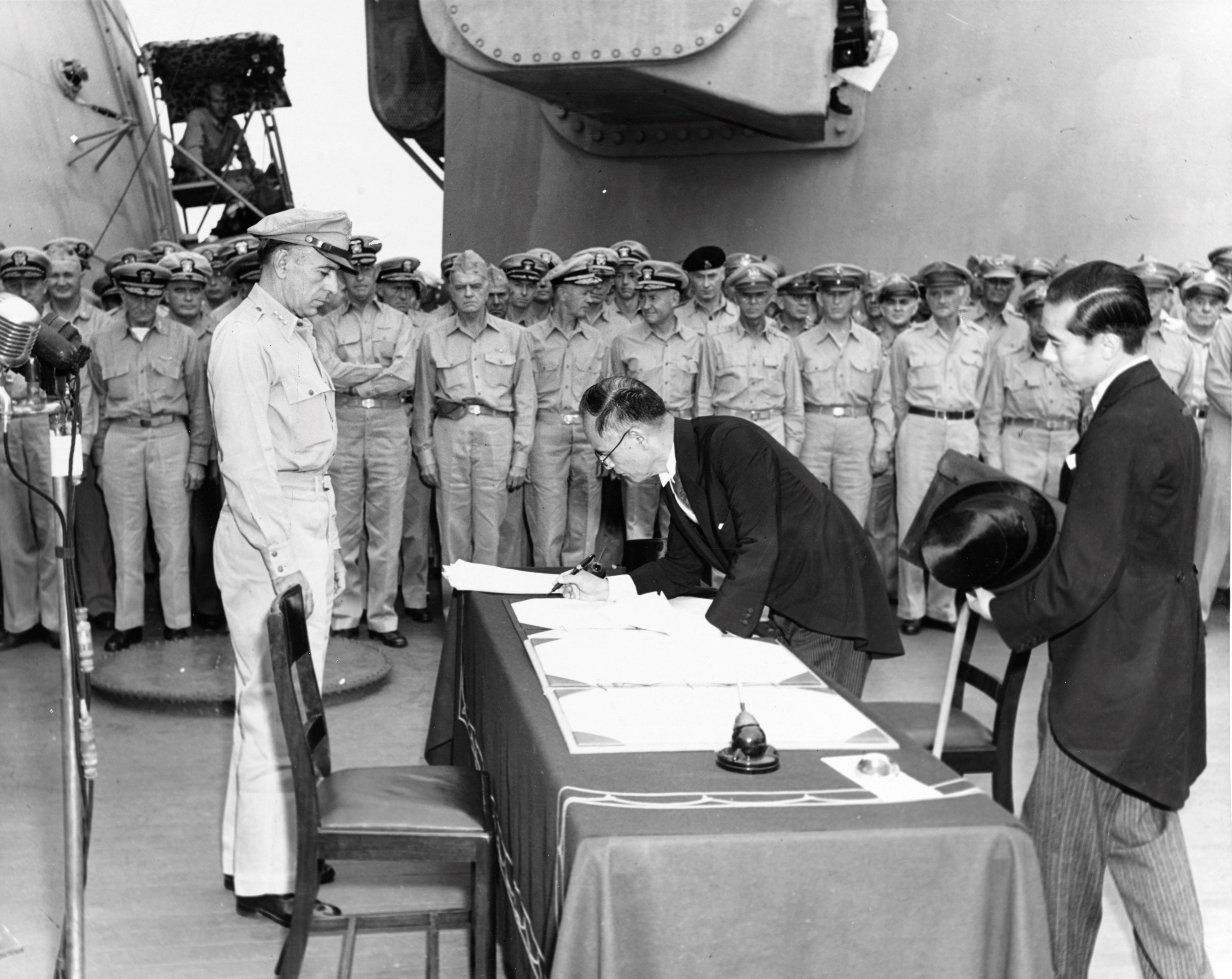
Mamoru Shigemitsu signe la reddition japonaise de 1945.

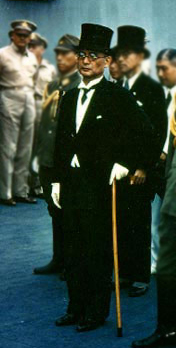
Mamoru Shigemitsu attendant de signer la déclaration de reddition en 1945.

C'est lui qui signe, avec Yoshijiro Umezu, la reddition du Japon le 2 septembre 1945 sur le cuirassé Missouri en présence du général Douglas MacArthur.
Il est plus tard accusé de crime de guerre et condamné à sept ans de prison par le Tribunal de Tokyo.
Libéré sur parole en novembre 1950 (à la suite d'une directive du SCAP du 7 mars 1950), il occupera de nouveau les fonctions de ministre des Affaires étrangères du Japon jusqu'en 1956.